# Microphis cuncalus
Microphis cuncalus es una especie de pez de la familia Syngnathidae en el orden de los Syngnathiformes.

## Morfología
Los machos pueden alcanzar 17,5 cm de longitud total.

## Reproducción
Es ovovivíparo y el macho transporta los huevos en una bolsa ventral, la cual se encuentra debajo de la cola.

## Hábitat
Es un pez demersal de clima tropical.

## Distribución geográfica
Se encuentra en la India Bangladés y Sri Lanka.